# Poutní cesta z Libkovic do Mariánských Radčic

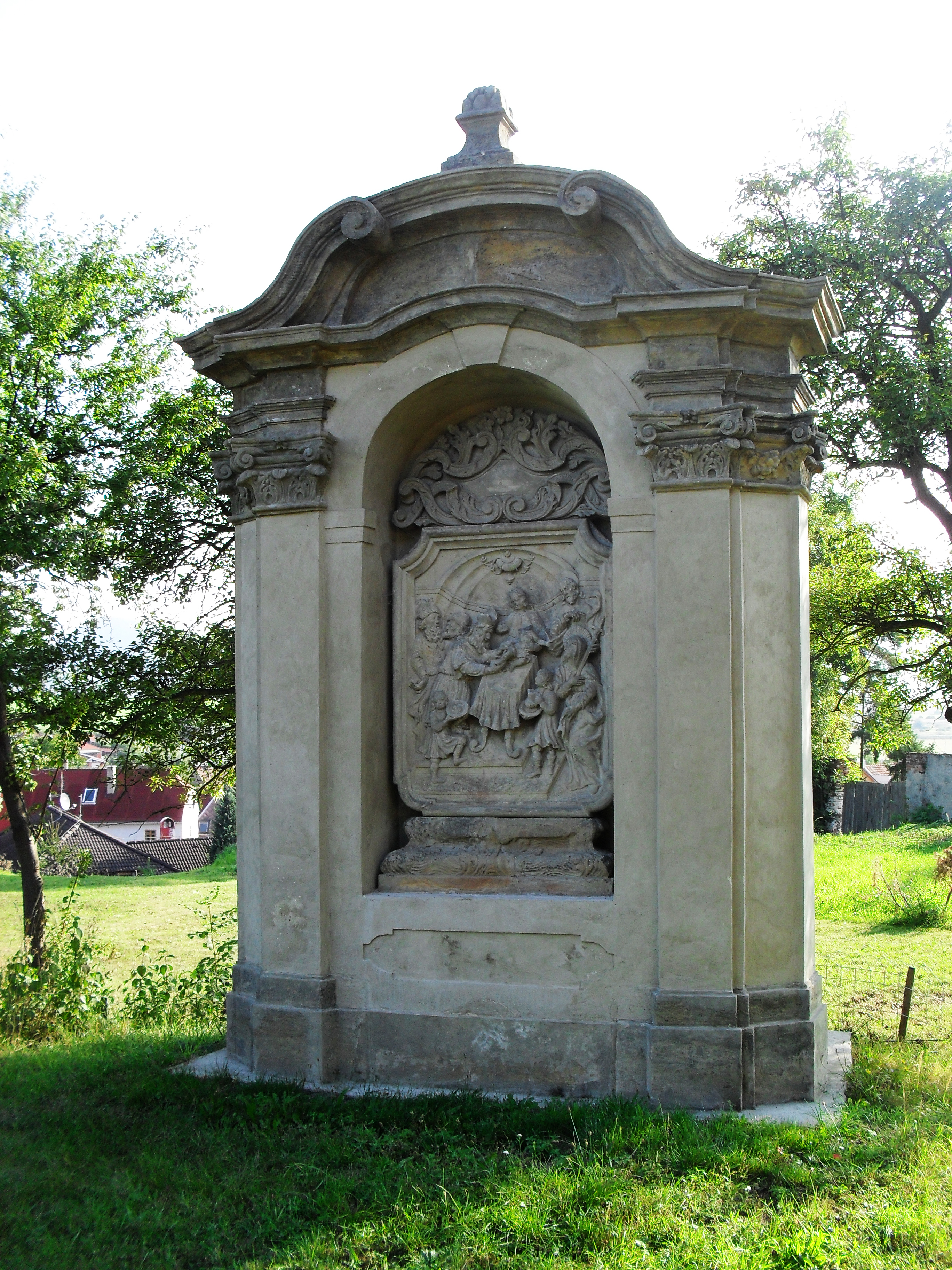
1. kaple, Obřezání Krista v chrámu

Poutní cesta z Libkovic do Mariánských Radčic spojovala dnes již zaniklou obec na mostecku Libkovice s poutním kostelem Panny Marie Bolestné v obci Mariánské Radčice, vzdáleném asi 1,5 kilometru. Bývala součástí původně 6 kilometrů dlouhé poutě, která vycházela od cisterciáckého kláštera v Oseku. Začátek cesty mezi Osekem a Libkovicemi zanikl v důsledku důlní činnosti.

## Historie
Původně úsek z Libkovic k poutnímu chrámu lemovalo 7 výklenkových kaplí, které tvořily soubor představující sedm bolestí Panny Marie. Kaple byly vystavěny v letech 1725 až 1742 z příspěvků poutníků, s výjimkou prostřední, která byla zvána opatskou nebo panskou kaplí (Herrenkapelle). Tu dal postavit opat Jeroným Besnecker z oseckého kláštera, v jehož majetku až do roku 1848 Libkovice byly. Cisterciácký klášter v Oseku byl i správcem poutního areálu s kostelem Panny Marie Bolestné v Mariánských Radčicích, ke kterému z Oseka vedly dvě větve této historické barokní poutní cesty. Východní větev z větší části zanikla v důsledku důlní činnosti dolu Bílina. Její původní trasa vedla z Oseka do Mariánských Radčic přes zaniklé obce Hrdlovka a Libkovice. Západní větev se zachovala a kopíruje státní silnice do Mariánských Radčic přes obec Lom.
Autorem architektonického řešení kaplí byl Oktavián Broggio, jako materiál bylo použito smíšené omítané zdivo a pískovec.
Na konci 80. let 20. století byly čtyři dochované kaple přemístěny do Vtelna ke kostelu Povýšení svatého Kříže z důvodu likvidace Libkovic kvůli těžbě uhlí. V letech 1989 až 1990 zděné cihlové kaple restaurovali akademičtí sochaři Michael Bílek a Bohumil Zemánek. Soubor kaplí je od roku 1958 Nemovitou kulturní památkou.
Kaple jsou dnes dostupné pěšky nebo po cyklotrase č. 3110.

## Kaple
Číslování kaplí je posuzováno směrem od kostela k hlavní silnici.
I. výklenková kaple – Obřezání Krista v chrámu
Kaplička původně stála v Libkovicích za železničním přejezdem u silnice z Mariánských Radčic, naproti domu čp. 133. Byla vystavěna po roce 1720 na příkaz opata Benedikta Littweriga tehdejším mariánskoradčickým farářem Prokopem Wolfem. Kaple je členěna pilastry s hlavicemi ve stylu napodobujícím iónský řád a ukončena segmentovým štítem s volutami. Stříšku původně zdobily další sochy.
II. výklenková kaple – Útěk do Egypta
Kaplička stávala od roku 1724 při silnici u libkovického hřbitova. Člení ji pilastry s akantovými hlavicemi se závitnicemi na nárožích a završuje nízký trojúhelníkový štít. V roce 1915 byla opravena stavebním závodem D. Ferber v Teplicích-Šanově, přičemž náklady hradil podle svého slibu učiněného v 1. světové válce továrník Schick z Litvínova.
III. výklenková kaple – Dvanáctiletý Ježíš v chrámu mezi učenci
Kaplička má mělkou niku, kterou opět zdobí pilastry s hlavicemi ve stylu napodobujícím iónský řád na nárožích, ty završuje štít ve tvaru silně profilovaného oslího hřbetu s koulí na vrcholu. Stála poblíž libkovického kostela.
IV. výklenková kaple – Nesení kříže
Kapli dal asi v roce 1727 vystavět osecký opat Jeroným. V orámované výplni je reliéfní obraz se dvěma putti v horních rozích. Jeden z nich drží perlík, postavička vpravo pak hřeb nebo kleště. Na konzole po levé straně je umístěna postava naříkající ženy (Panny Marie), na straně pravé plastika chybí. Čtyři pilastry ukončují akantové hlavice. Z bočních sloupů, které nesly silně profilované kladí završené segmentovým štítem s kamenným znakem v kartuši uprostřed, se zachovaly jen kulaté patky. Na pravé straně kladí je putti, na vrcholu štítu drobná figurální plastika. Kaple byla roku 1831 zrenovována a i nadále udržována oseckým klášterem. V roce 1941 byly dva sloupky zničeny vandalem, v roce 1942 byla jedna z bočních sošek shozena.
V. výklenková kaple – Kristus na kříži
Nedochovaná kaple. Roku 1940 byla odklizena, protože spadla.
VI. výklenková kaple - snímání Ježíše Krista z kříže
Nedochovaná kaple byla zbudována v roce 1725, obnovena pak roku 1832 dobrovolníky a udržována. Přesto ji čekal nepříznivý osud. V roce 1915 se sesypala, ještě téhož roku byla opravena. Stála však na velice vlhkém podkladu, takže když se v roce 1940 znovu zřítila, byla též odstraněna.
VII. výklenková kaple – Ježíš Kristus v hrobě
Nedochovaná kaple byla zřízena v roce 1725 a tehdejším farářem Prokopem Wolfem vysvěcena. V roce 1832 byla jako ostatní kaple renovována dobrovolníky, roku 1915 pak stavební firmou D. Feber v Teplicích. Výlohy zde rovněž hradil továrník Viktor Schick.

## Galerie

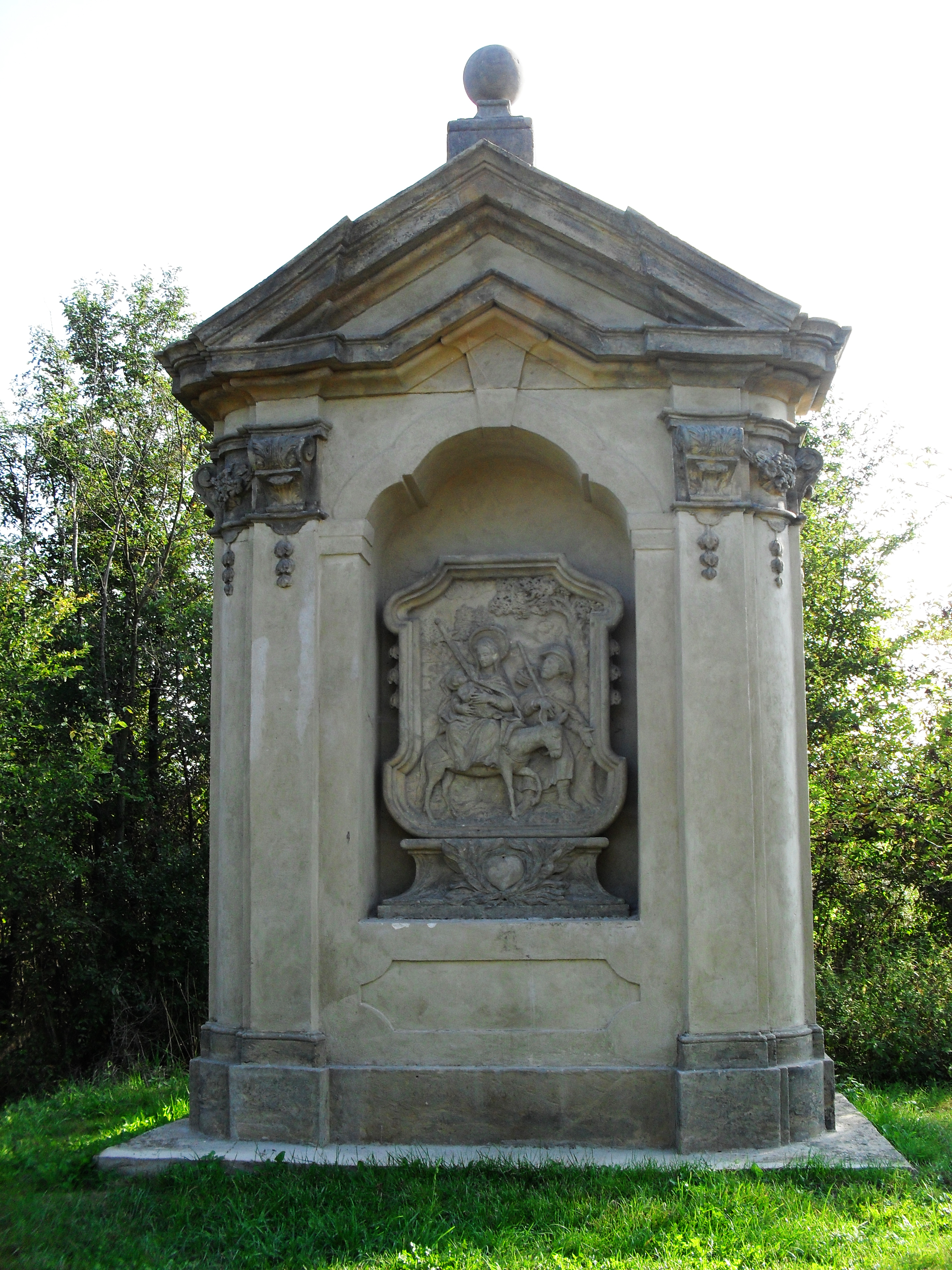
2. kaple, Útěk do Egypta
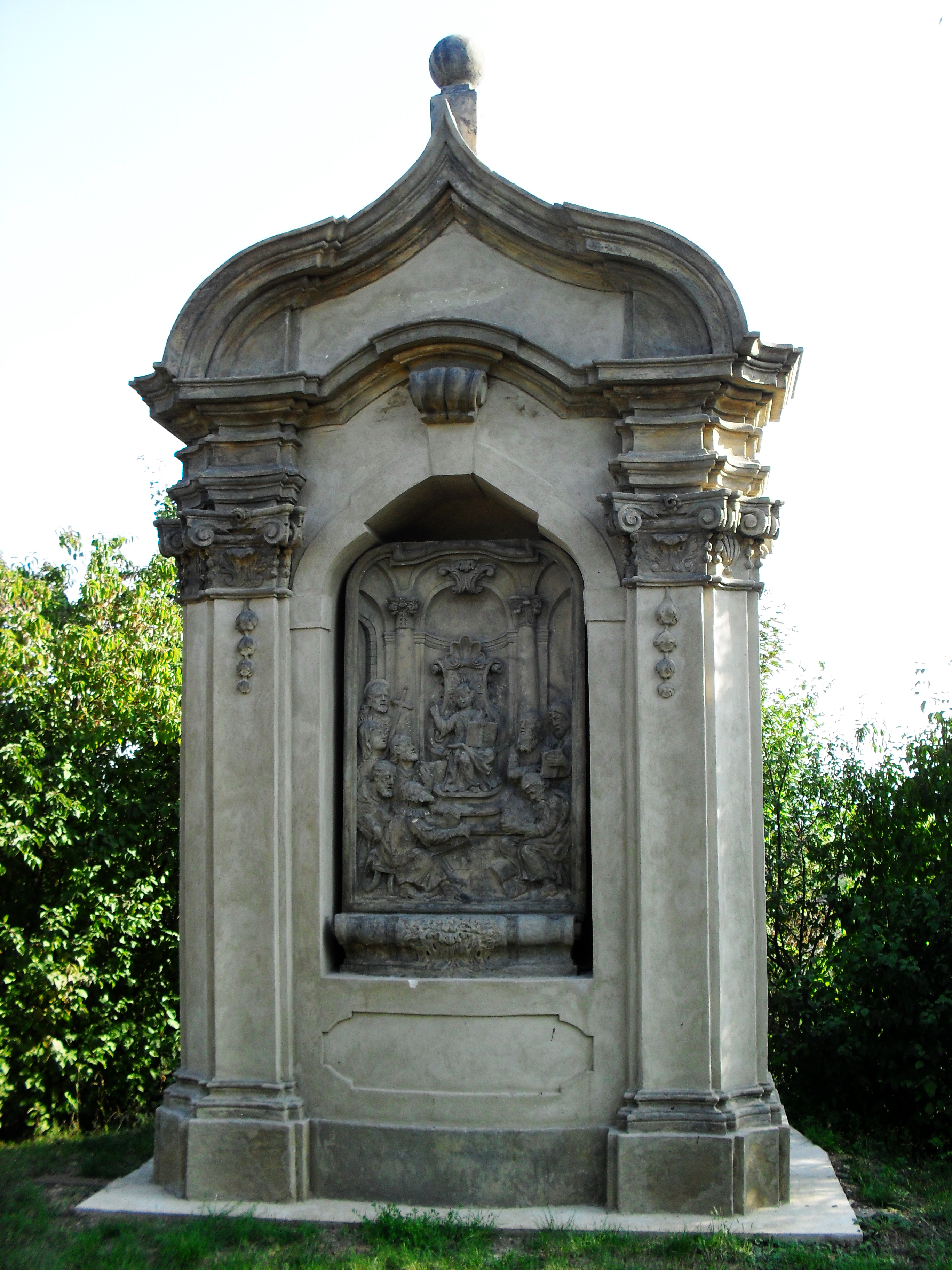
3. kaple, Dvanáctiletý Ježíš v chrámu mezi učenci
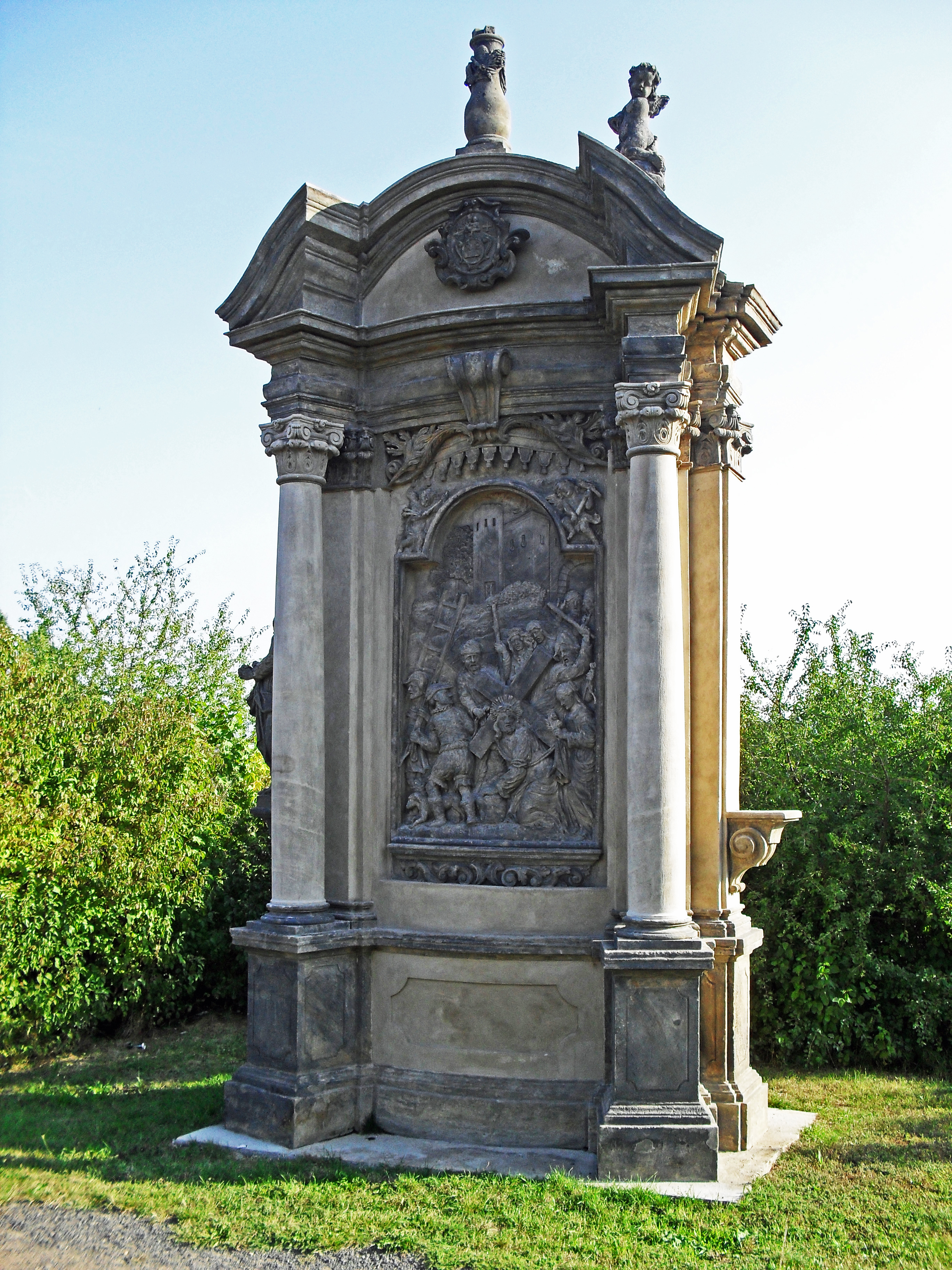
4. kaple, Nesení kříže